# Black Rain (오지 오스본의 음반)
《Black Rain》은 영국의 헤비 메탈 보컬리스트 오지 오스본의 열 번째 스튜디오 음반으로, 2007년 5월 22일, 에픽 레코드를 통해 발매되었다. 이 음반은 기타리스트 잭 와일드와 드러머 마이크 보딘이 참여한 오스본의 마지막 음반이며 베이시스트 롭 니콜슨이 참여한 최초의 음반이다. 《Black Rain》은 첫 주에 약 152,000장이 팔리며 미국 빌보드 200에서 3위로 데뷔했고, 이는 오스본의 지금까지 가장 높은 데뷔작이 되었다. 그 음반은 미국에서 골드 인증을 받았다.

## 발매
그 음반은 몇 가지 다른 버전으로 발매되었다. 미국 오리지널 버전은 왕관을 쓴 해골 오지 오스본 로고 (오른쪽 아래 사진)가 들어간 얇은 갈색 디지팩으로 출시됐으며, 나머지 세계에서는 오스본 커버 아트가 그려진 표준 쥬얼 케이스에 담겨 《Black Rain》이 떨어지는 형태로 출시됐다. 이 커버에는 가사와 음반 크레딧이 수록된 책자가 포함되어 있다. 미국 버전에는 책자, 가사, 음반 크레딧이 포함되어 있지 않았다. 일본 발매는 보너스 트랙인 〈I Can't Save You〉와 〈Nightmare〉를 포함한 것을 제외하고 미국 이외의 다른 발매와 동일했다. 이 음반의 아이튠즈 발매에는 앞서 언급한 〈Nightmare〉와 독점 보너스 트랙(아이튠즈를 통한 예약 주문자만 해당) 〈Love to Hate〉가 포함되어 있다. 이 책자에는 가사와 음반 크레딧이 포함된 인쇄 가능한 PDF 파일도 포함되어 있었다. 이 책자는 이후 6월 1일, 오스본 웹사이트에서 무료 PDF 다운로드로 이용할 수 있게 되었다. 노래 〈I Don't Wanna Stop〉은 또한 WWE 심판의 날 2007년의 주제곡으로 피처링되었다.
미국에서는 음반의 한정판 복사본이 패킷 안에 특수 코드가 포함되어 판매되었으며, 이는 2007년 오즈페스트 티켓 한 쌍을 교환하는 데 사용될 수 있었다. 오즈페스트 2007년은 모든 티켓이 무료이기 때문에 프리패스트(Freefest)라는 별명을 얻었다.
이 음반은 8월 14일, 미국에서 가사와 새로운 컬러 커버 아트 및 사진이 포함된 새로운 쥬얼 케이스 패키지로 재발매되었으며, 또한 《Black Rain》 화보 촬영의 비하인드 장면을 담은 CD 엑스트라 보너스 내용도 포함되어 있다.
음반의 "투어 에디션" 버전은 2007년 11월 20일에 발매되었다. 이 발매에는 최근 녹음된 3개의 라이브 트랙과 원래 해외 출시 또는 디지털 버전으로 제공되는 3개의 스튜디오 트랙이 포함된 추가 CD가 포함되어 있다.

## 평가
| 전문가 평가          | 전문가 평가 |
| 평가 점수            | 평가 점수   |
| 출처                 | 점수        |
| -------------------- | ----------- |
| AllMusic             | [ 4 ]       |
| Blabbermouth         | [ 5 ]       |
| Entertainment Weekly | C+          |
| Rolling Stone        | [ 7 ]       |
| Sputnikmusic         | [ 8 ]       |
| Yahoo! Music         | [ 9 ]       |

《Black Rain》은 엇갈린 평가를 받았다. 《롤링 스톤》은 이 음반을 "매우 미끄러지기 쉽다"고 언급했고 스푸트니크뮤직은 "매우 부끄럽다"고 말했다. 올뮤직은 "《Black Rain》에서 어떤 것도 오스본의 고전으로 인정받을 수 없다"고 언급하면서 5개의 별 중 3.5개를 매겨 다소 덜 가혹했다.

## 곡 목록
모든 곡들은 특별한 언급이 없는 한 오지 오스본, 잭 와일드 그리고 케빈 추르코에 의해 작사/작곡하였다.
| #   | 제목                      | 작사·작곡      | 재생 시간 |
| --- | ------------------------- | -------------- | --------- |
| 1.  | 〈Not Going Away〉        |                | 4:32      |
| 2.  | 〈I Don't Wanna Stop〉    |                | 3:59      |
| 3.  | 〈Black Rain〉            |                | 4:42      |
| 4.  | 〈Lay Your World on Me〉  |                | 4:16      |
| 5.  | 〈The Almighty Dollar〉   | 오스본, 추르코 | 6:57      |
| 6.  | 〈11 Silver〉             |                | 3:42      |
| 7.  | 〈Civilize the Universe〉 |                | 4:43      |
| 8.  | 〈Here for You〉          |                | 4:37      |
| 9.  | 〈Countdown's Begun〉     |                | 4:53      |
| 10. | 〈Trap Door〉             | 오스본, 추르코 | 4:03      |

## 인증
| 국가                                                  | 인증     | 판매량/출하량 |
| ----------------------------------------------------- | -------- | ------------- |
| 캐나다 (뮤직 캐나다)                                  | 플래티넘 | 100,000^      |
| 러시아 (NFPF)                                         | 플래티넘 | 20,000*       |
| 미국 (RIAA)                                           | 골드     | 500,000^      |
| *판매량을 기반으로 한 인증 ^출하량을 기반으로 한 인증 |          |               |